# Pedubastis-cyclus
De Pedubastis-cyclus bestaat uit een aantal verhalen van epische aard uit de Ptolemeïsche tijd die de strijd van de legendarische held Inaros beschrijven tegen de Perzische overheersing onder Artaxerxes I. Deze opstand kwam in 454 v.Chr. tot een smadelijk einde. In de verhalen zijn echter de (eerdere) politieke verhoudingen van rond 663 v.Chr. te herkennen.